# مترجم الأمراض
مترجم الأمراض (بالإنجليزية: Interpreter of Maladies)‏؛ مجموعة قصصية تتكوّن من تسع قصص قصيرة للكاتبة والروائية الأمريكية ذات الأصول الهندية جومبا لاهيري، وهي المجموعة القصصية الأولى لها. صدرت في العام 1999 في 198 صفحة، وبحلول العام 2000 بيع منها أكثر من 15 مليون نسخة. نالت المجموعة أكثر من جائزة منها جائزة بوليتزر عن فئة الأعمال الخيالية.

## ملخص الحبكة

### مسألة مؤقتة
يعيش الزوجان، شوكومار وشوبا، كما لو كانا غريبين في منزلهما حتى يجمعهما انقطاع كهربائي معًا و«يتمكنان [فجأة] من التحدث مع بعضهما البعض مرة أخرى» في ليالي الظلام الأربع. تمنحنا القصة أجزاءً من ذكرياتهما، من وجهة نظر شوكومار، والتي تعطينا ببطء فكرة عما سبَّب التباعد بينهما. فلوهلة قصيرة، يبدو أن التباعد ليس له سبب سوى ربما عدم الاتفاق. لكنَّ أوصاف مظاهر شوكومار وشوبا التي تغيرت تبدأ في التلميح إلى شيء أكثر بكثير من مجرد شجار عشاق. وسرعان ما نكتشف أن المظهر الخارجي المنهك للشخصيتين ناتج عن صراعهما العاطفي الداخلي الذي تسبب في هذا الاغتراب المنسوج بعمق بينهما.
يشعر الزوج والزوجة بالحزن على مولودهما الميت. تلقي هذه الخسارة المؤلمة نغمة من السوداوية على بقية القصة. لكنّ هناك بعض الأمل في أن يعيد الزوجان التواصل بينهما إذ أنهما في كل ليلة من الظلام، يعترفان أكثر وأكثر لبعضهما البعض - بالأشياء التي لم ينطقا بها أبدًا بصفتهما رجلًا وامرأة. فتناول مشروب في وقت متأخر من الليل مع صديق، وصورة ممزقة من مجلة، والانتحاب على سترة، كلها اعترافات قدماها في فترات انقطاع الكهرباء الليلية. يتقارب شوكومار وشوبا أكثر إذ تتجمع الأسرار إلى معرفة تبدو كعلاج لإصلاح الخسارة الهائلة التي يتقاسمانها معًا. في الليلة الرابعة، نُمنح أكبر قدر من الأمل في إعادة الاتصال بينهما عندما «يمارسان الحب باستماتة كانا قد نسياها».
ولكن مثلما أن المولود لم يبدأ الحياة أبدًا، كذلك تفشل جهود الزوجين لإحياء زواجهم في بدايتها. في نهاية «مسألة مؤقتة» تعترف شوبا ثم شوكومار في ثقة تامة لبعضهم البعض باعترافٍ أخير، وهو الإقرار بانتهاء زواجهما. وأخيرًا، «يبكيان على الأشياء التي يدركانها الآن».

### عندما أتى السيد بيرزادا لتناول العشاء
السيد بيرزادا هو أستاذٌ في علم النبات من دكا يعيش في نيو إنجلاند لمدة عام بعد تلقيه منحة بحثية من الحكومة الباكستانية؛ تاركًا وراءه زوجته وبناته السبع اللاتي لم يتصل بهن منذ شهور. ولأن منحته لا توفر له الكثير من المخصصات اليومية، يزور ليليا البالغة من العمر عشر سنوات وعائلتها باستمرار لتناول العشاء، وغالبًا ما يجلب معه الحلوى للفتاة الصغيرة. عندما تشير ليليا بالخطأ إلى بيرزادا على أنه «هنديّ» لوالديها على انفراد، يخبرها والدها أنه باكستاني، وهو ما يحير ليليا لأنه يبدو مثل والديها، ويأكل نفس الأشياء، ويتحدث البنغالية مثلهم. لكنّ الأخبار التلفزيونية المستمرة عن حرب الاستقلال البنغلاديشية تُعلِمها بأوجه اختلاف السيد بيرزادا وكذلك محنته الحالية. لهذا، قررت في إحدى الليالي أن تأكل الحلوى التي يعطيها لها، والصلاة، والتخلي عن تنظيف أسنانها حتى يبقى سحر الحلوى من خلال الصلاة. كما أنها تبذل قصارى جهدها لتعرف أكبر قدر ممكن عن باكستان من مكتبة مدرستها. لكن معلمتها تعيق فضولها وتقول أنه لا يوجد «سبب للتشاور» حول كتاب عن باكستان، ما يعكس طبيعة نظام التعليم في الولايات المتحدة المتمحور حول أمريكا.
خلال أواخر أكتوبر، اشترت والدتها قرعة كبيرة، تصر ليليا على نحتها. يعرض السيد بيرزادا عليها المساعدة وينتهي الأمر بقيامه بأغلب عملية التقطيع. عندما تذيع الأنباء عن حرب محتملة بين الهند وغرب باكستان على شرق باكستان، تنزلق السكين من يد السيد بيرزادا وتشكل حرف «أو» ليكون فم اليقطينة. أثناء الهالووين، عندما تذهب ليليا وصديقتها دورا في خدعة أو حلوى مرتدين ملابس ساحرات، يصر السيد بيرزادا على مرافقتهما للتأكد من سلامتهما؛ فترد عليه ليليا، «لا تقلق» وسرعان ما تدرك المفارقة في جملتها. يجيب السيد بيرزادا: «مادامت السيدة مصرة» ويبقى مع والديّ ليليا لهذه الليلة.

خلال جولة ليليا ودورا في الحي، تتساءل دورا لماذا أراد السيد بيرزادا مرافقتهم بشدة. تصرّح ليليا أن «بناته مفقودات»، ما يسبب لها شعورًا عظيمًا بالذنب لقولها ذلك. تحاول ليليا بعد ذلك أن تبرر لدورا أنها أخطأت في الذي قالته لتوها وأن بنات السيد بيرزادا على ما يرام. في تلك الليلة، عند عودتها إلى منزلها، علمت بالحرب الباكستانية الهندية الوشيكة، وعندما وقعت في ديسمبر، خلى منزلهم من الفرح. بعد عطلة العام الجديد، عاد بيرزادا إلى وطنه الجديد بنغلاديش. بعد فترة وجيزة شعرت ليليا وعائلتها بالارتياح، عندما أرسل صورًا له وجميع بناته. تكشف ليليا أنها كانت تأكل قطعة من حلوى الهالوين وتصلي من أجله كل يوم، ولكنها عندما تلقت الأخبار السارة، توقفت عن ذلك وقررت في النهاية التخلص من الحلوى.

## روابط خارجية
- مترجم الأمراض على موقع الموسوعة البريطانية (الإنجليزية)